# Зритель общественной жизни, литературы и спорта
«Зритель общественной жизни, литературы и спорта» — еженедельный иллюстрированный журнал. Выходил в Москве, под редакцией С. П. Колошина, с 16 декабря 1861 по 1863 год.
По своей политической программе и симпатиям «Зритель общественной жизни, литературы и спорта» примыкал к аксаковской еженедельной газете «День».
Сам И. С. Аксаков был весьма невысокого мнения об этом журнале:

Это был консервативный орган, открыто поддерживавший репрессивную политику правительства по отношению к революционно-демократической прессе и польским повстанцам.— И. С. Аксаков
Среди сотрудников журнала был Г. И. Успенский, произведения которого впервые появились в 1862 году на страницах журнала (рассказы и очерки «Идиллия. Отцы и дети», «Под праздник и в праздник», «Народное гулянье во Всесвятском», «Гость», «На бегу», «Летний Сергий у Троицы»)., Б. Н. Алмазов и др.
Издание журнала «Зритель общественной жизни, литературы и спорта» прекратилось через полтора года за недостатком средств.